# دوشان باستا

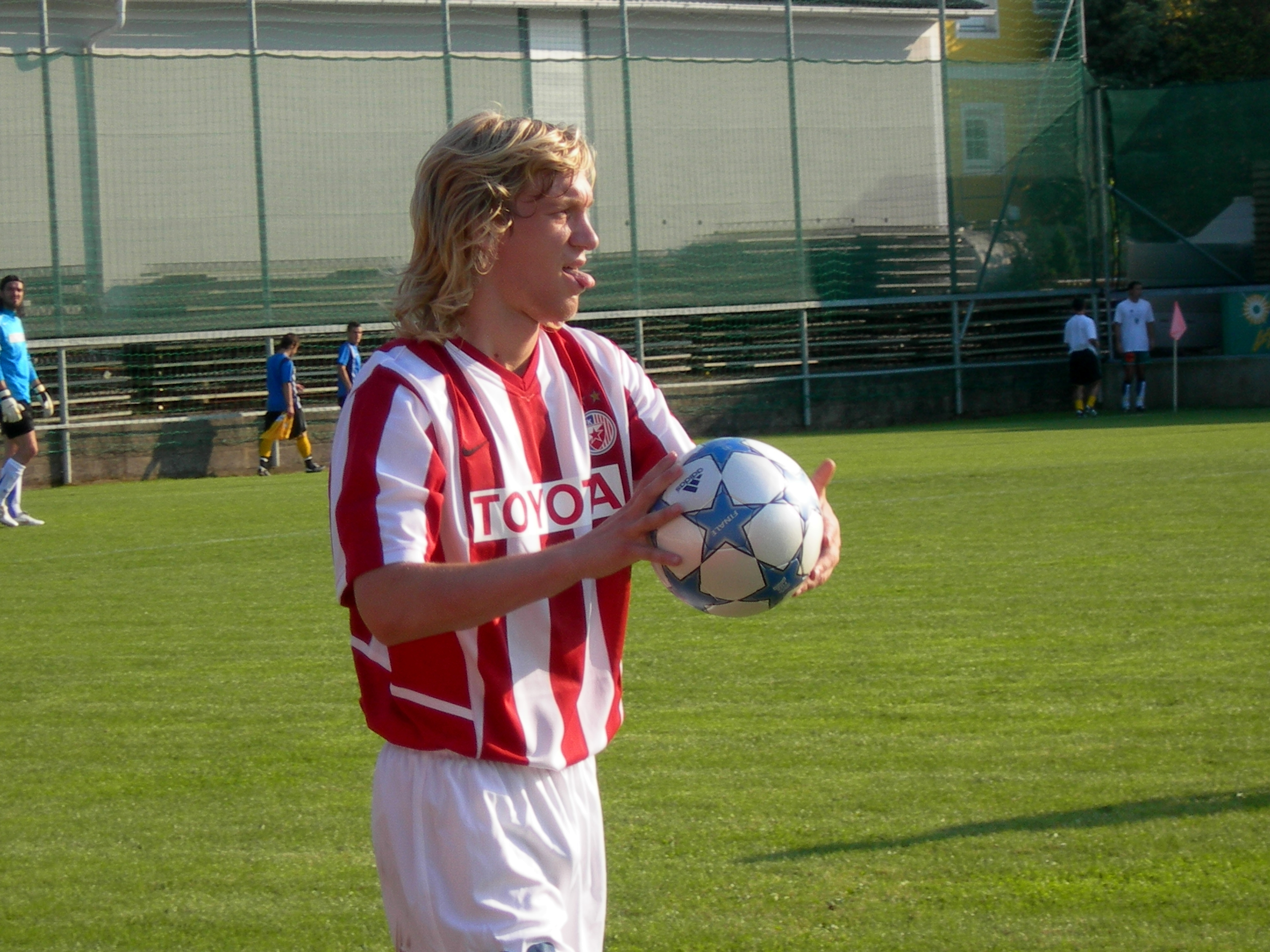
دوشان باستا

دوشان باستا (بالصربية: Душан Баста، وبالسلوفينية: Dušan Basta) (مواليد 18 أغسطس 1984 في بلغراد - يوغوسلافيا) لاعب كرة قدم صربي من أصول سلوفينية يلعب حالياً لصالح نادي الدرجة الأولى لاتسيو الإيطالي منذ 2014 في مركز الظهير الأيمن كما يجيد اللعب في مركز الجناح الأيمن.

## روابط خارجية
- دوشان باستا على موقع الاتحاد الأوربي (الإنجليزية)
- دوشان باستا على موقع قاعدة بيانات كرة القدم.إي يو (الإنجليزية)
- دوشان باستا على موقع ناشيونال فوتبول تيمز (الإنجليزية)
- دوشان باستا على موقع Soccerway.com (الإنجليزية)
- دوشان باستا على موقع عالم كرة القدم.نت (الإنجليزية)
- دوشان باستا على موقع AS.com (الإسبانية)